# Sciurumimus albersdoerferi
Sciurumimus albersdoerferi — вид дрібних тероподових динозаврів, що існував у пізній юрі.

## Скам'янілості

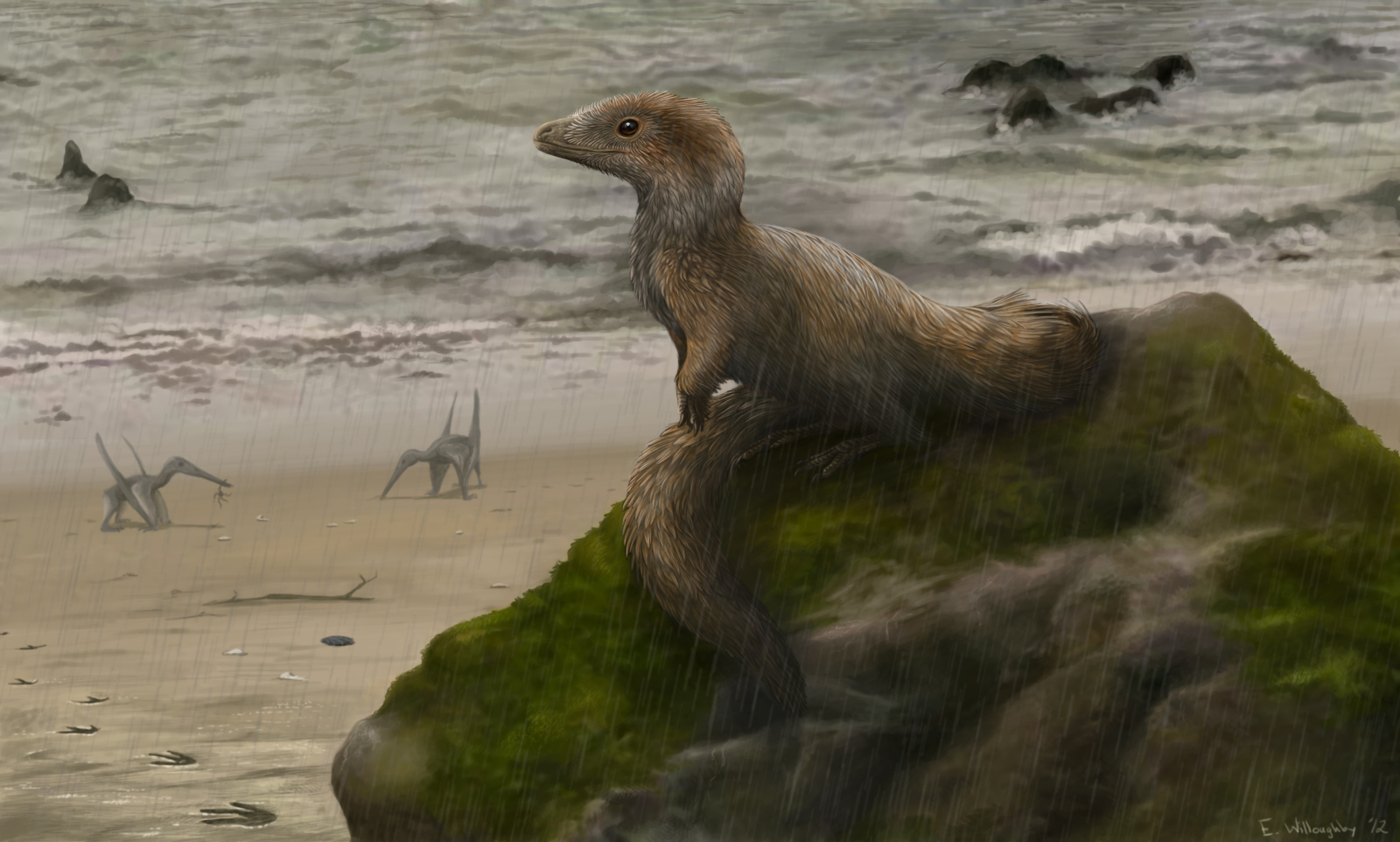
Художня реконструкція молодої особини з двома птеродактилями на задньому плані

Скам'янілі рештки динозавра знайдено у 2009 році у відкладеннях формування Торляйте у вапняковому кар'єрі неподалік від Пайнтена в Нижній Баварії (Німеччина). Голотип складається з майже повного скелета з відбитками хвостового пір'я. Рештки описані у 2012 році. Родова назва Sciurumimus перекладається з грецької як «білячий імітатор». Вид albersdoerferi названо на честь торговця скам'янілостями Раймунда Альберсдорфера, який фінансував розкопки.